# Heterotiara ausgeoana
Heterotiara ausgeoana är en nässeldjursart som beskrevs av Lisa-ann Gershwin och Wolfgang Zeidler 2003. Heterotiara ausgeoana ingår i släktet Heterotiara och familjen Bythotiaridae. Inga underarter finns listade i Catalogue of Life.